# 박훈 (배우)
박훈(본명: 박원희; 1981년 4월 27일 ~ )은 대한민국의 배우이다.
2016년 《태양의 후예》의 최우근 역으로 가장 잘 알려져 있다. 백제예술대학교 뮤지컬학과를 졸업하였다.

## 학력
- 백제예술대학교 뮤지컬학과 졸업

## 출연 작품

### 드라마
- 《오 나의 귀신님》 (2015년, tvN) - 형사 역
- 《육룡이 나르샤》 (2016년, SBS) - 척가 역
- 《태양의 후예》 (2016년, KBS2) - 최우근 역
- 《굿바이 미스터 블랙》 (2016년, MBC)
- 《몬스터》 (2016년, MBC) - 오충동 역
- 《가화만사성》 (2016년, MBC) - 젊은 봉삼봉 역
- 《KBS 드라마 스페셜 - 빨간선생님》 (2016년, KBS2) - 요원 역
- 《맨몸의 소방관》 (2017년, KBS2) - 오성진 역
- 《쌈 마이웨이》 (2017년, KBS2)
- 《조작》 (2017년, SBS) - 믿음원 제보자 역
- 《투깝스》 (2017년, MBC) - 탁재희 역
- 《알함브라 궁전의 추억》 (2018년, tvN) - 차형석 역
- 《해치》 (2019년, SBS) - 달문 역
- 《녹두꽃》 (2019년, SBS) - 김창수 역
- 《왓쳐》 (2019년, OCN) - 윤지훈 역
- 《60일, 지정생존자》 (2019년, tvN) - 장준하 역 (특별출연)
- 《아무도 모른다》 (2020년, SBS) - 백상호 역
- 《더 킹 : 영원의 군주》 (2020년, SBS) - 조영 / 조은섭의 아버지 역
- 《내일》 (2022년, MBC) - 하대수 역
- 《블랙의 신부》 (2022년, Netflix) - 차석진 역
- 《빅마우스》 (2022년, MBC) - 서재용 역 (특별출연)
- 《법쩐》 (2023년, SBS) - 황기석 역
- 《사냥개들》 (2023년, Netflix) - 문광무 역
- 《착한 사나이》 (2025년, JTBC) - 강태훈 역
- 《트리거》 (2025년, Netflix) - 구정만 역

### 영화
- 《검사외전》 (2016년) - 철구 패거리 1 역
- 《골든 슬럼버》 (2018년) - 선 팀장 역
- 《미드나이트》 (2021년) - 종탁 역
- 《해적: 도깨비 깃발》 (2022년) - 망초 역
- 《한산: 용의 출현》 (2022년) - 이운룡 역
- 《공조 2: 인터내셔날》 (2022) - 박상위 역
- 《서울의 봄》 (2023) - 문일평 역 (첫 천만영화)
- 《노량: 죽음의 바다》(2023년) -이운룡 역
- 《행복의 나라》(2024년) -김오룡 역
- 《하얼빈》(2024년) -모리 다쓰오 역

### 예능 프로그램
- 2019년 SBS 《런닝맨》 ... 게스트 출연
- 2019년 tvN 《인생술집》... 게스트 출연
- 2021년 6월 15일 KBS 《옥탑방의 문제아들》 ... 134회 게스트 출연

### 연극
- 《모범생들》 (2012년)
- 《퍼즐》 (2013년)

### 뮤지컬
- 《오! 당신이 잠든 사이》 (2007년)
- 《형제는 용감했다》 (2008년)
- 《안녕, 프란체스카》 (2008년)
- 《오! 당신이 잠든 사이》 (2009년)
- 《늑대의 유혹》 (2011년)
- 《젊음의 행진》 (2011년)
- 《트라이앵글》 (2013년)

## 수상 및 후보
| 연도 | 시상식                    | 부문                                       | 작품                 | 결과 |
| ---- | ------------------------- | ------------------------------------------ | -------------------- | ---- |
| 2019 | 제55회 백상예술대상       | TV부문 남자 신인연기상                     | 알함브라 궁전의 추억 | 후보 |
| 2019 | SBS 연기대상              | 남자 조연상                                | 해치                 | 후보 |
| 2020 | SBS 연기대상              | 장르•액션 부문 남자 우수 연기상            | 아무도 모른다        | 후보 |
| 2023 | SBS 연기대상              | 미니시리즈 장르•액션 부문 남자 우수 연기상 | 법쩐                 | 후보 |
| 2024 | 제17회 아시아 필름 어워즈 | 남우조연상                                 | 서울의 봄            | 수상 |